# Meßstetten
Meßstetten is een plaats in de Duitse deelstaat Baden-Württemberg, gelegen in het Zollernalbkreis. De stad telt 10.714 inwoners.

## Geografie
Meßstetten heeft een oppervlakte van 76,82 km² en ligt in het zuidwesten van Duitsland.

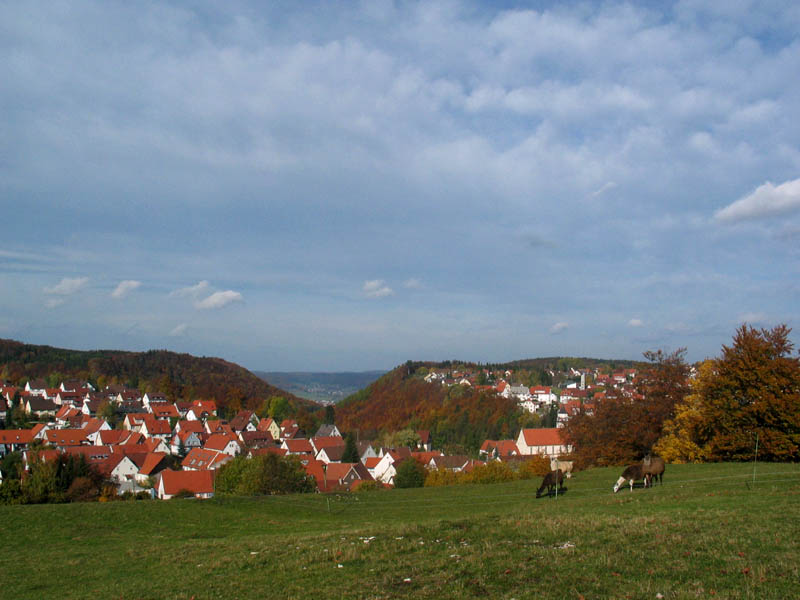
Meßstetten

Albstadt ·
Balingen ·
Bisingen ·
Bitz ·
Burladingen ·
Dautmergen ·
Dormettingen ·
Dotternhausen ·
Geislingen ·
Grosselfingen ·
Haigerloch ·
Hausen am Tann ·
Hechingen ·
Jungingen ·
Meßstetten ·
Nusplingen ·
Obernheim ·
Rangendingen ·
Ratshausen ·
Rosenfeld ·
Schömberg ·
Straßberg ·
Weilen unter den Rinnen ·
Winterlingen ·
Zimmern unter der Burg